# Lista de línguas por primeiro registro escrito
Esta é uma lista de línguas organizada pela idade do mais antigo registro escrito de uma sentença completa nela. Não são incluídas escritas não decifradas, apesar de existirem várias alegações sem ampla aceitação que, se comprovadas, adiantariam o primeiro registro de certas línguas. Também não são incluídas inscrições de palavras isoladas ou nomes. Na maioria dos casos, alguma forma da língua já era falada (e até escrita) consideravelmente antes das datas aqui exibidas.
Um registro de escrita pode apresentar um estágio anterior de desenvolvimento da língua, seja como resultado de tradição oral, ou por ser a cópia de uma escritura anterior perdida. Uma típica tradição de poesia épica pode estender-se por alguns séculos, e, em casos raros, mais de um milênio. Um caso extremo é o sânscrito védico do Rigueveda: suas primeiras partes remontam a c. 1500 BC, enquanto os mais antigos manuscritos são datados de c. 1040 DC. Similarmente, acredita-se que os mais antigos textos Avésticos, os Gatas, foram compostos antes de 1000 BC, mas os mais antigos manuscritos avésticos datam a partir do século 13 DC.
Para línguas que emergiram de um predecessor conhecido, as datas desta lista seguem a terminologia convencional. Por exemplo, o francês antigo desenvolveu-se gradualmente do latim vulgar, e os Juramentos de Estrasburgo (842), aqui listado, é o mais antigo texto classificado como "francês antigo".

## Anterior a 1000 AC
A escrita surgiu pela primeira vez no oriente próximo, no início do terceiro milênio AC. Antes do colapso da idade do bronze e a ascensão da escrita alfabética, foi atestada uma limitada quantidade de línguas:
- os isolados sumério, hatita e elamita;
- Hurrita, da pequena família hurro-urartiana;
- Egípcio e algumas línguas semíticas, da família afro-asiática;
- Línguas anatólicas e grego micênico, indo-europeias.

No Leste asiático, ao fim do segundo milênio AC, a família sino-tibetana foi representada pelo chinês antigo.
Há também um número de inscrições não decifradas da era do bronze.
- Escrita proto-elamita e elamita linear;
- A Escrita do indo (especula-se que é o registro de uma "língua harapeana");
- Hieróglifos minoicos e linear A (registrando uma possível "língua minoica");[4]
- O silabário cipro-minoico.[5]

Acredita-se que símbolos mais antigos, como os símbolos Jiahu, os símbolos Vinča e as marcas na tabuleta de Dispilio, sejam formas de proto-escrita, em vez de representações de linguagem.
| Data           | Língua               | Registro | Notas |
| -------------- | -------------------- | --- | --- |
| c. 2690 AC     | Egípcio              | Hieróglifos egípcios, constituindo a mais antiga sentença completa conhecida, encontrada na tumba de Peribessene (segunda dinastia), em Umel Caabe. Esta sentença de refere ao sepultado pai do rei, e é traduzida como "Ele uniu as duas terra por seu filho, Rei Duplo Peribessene." | Ditas inscrições "proto-hieroglíficas", como as da Paleta de Narmer, são encontradas de 3300 AEC em diante, apesar dessas instâncias de egípcio escrito serem semelhantes arebus e confinadas a legendas semigramaticais, rótulos, e nomes próprios.Ver também Naqada III e Abidos, Egito. |
| c. 2600 AC     | Sumério              | Instruções de Churupaque, o hino do templo de Kesh e outros textos cuneiformes de Churupaque e Abu Salabikh (período dinástico arcaico) | Registros administrativos do período "pré-escrita" de c. 3500 AC (ver tabuleta de Kish); em Uruque e Ur de c. 2900 AC. |
| c. 2600 AC     | Acádio               | um hino ao deus do sol Šamaš, encontrado em Tell Abū Ṣalābīḫ | Alguns nomes próprios atestados em textos sumérios de Tell Harmal, c. 2800 BC. Fragmentos da Lenda de Etana em Tell Harmal, c. 2600 BC. Alguns textos pré sargônicos de Mari e outros sítios ao norte da Babilônia.                                                                        |
| c. 2400 AC     | Eblaíta              | tabuletas de Ebla | |
| século XXIV AC | Semítico do noroeste | feitiços de proteção nos Textos das Pirâmides 235, 236, 281 e 286 da Pirâmide de Unas, na escrita hieroglífica, mas ininteligível como egípcio | |
| c. 2250 AC     | Elamita              | tratado de paz da Dinastia de Avã com Narã-Sim | |
| Século XXI AC  | Hurrita              | inscição no templo de Tish-atal em Urqués | |
| c. 1700 AC     | Hitita               | texto de Anita em cuneiforme hitita | Palavras hititas isoladas e nomes ocorrem em textos assírios encontrados em Cultepe, do século XIX AC. |
| século XVI AC  | Palaico              | textos hititas CTH 751–754 | |
| c. 1450 AC     | Grego micênico       | arquivo de tabuletas em linear B em Cnossos | São, em maioria, listas administrativas, com algumas sentenças completas. |
| c. 1400 AC     | Luvita               | inscrições monumentais emluvita hieroglífico, tabuletas em cuneiforme luvita nos arquivos de Hattusa | Hieróglifos isolados aparecem em selos do século XVIII AC. |
| c. 1400 AC     | Hatita               | textos hititas CTH 725–745 | |
| c. 1300 AC     | Ugarítico            | tabuletas de Ugarite | |
| c. 1250 AC     | Chinês antigo        | osso oracular e inscrições da era do bronze do reino de Wu Ding | |

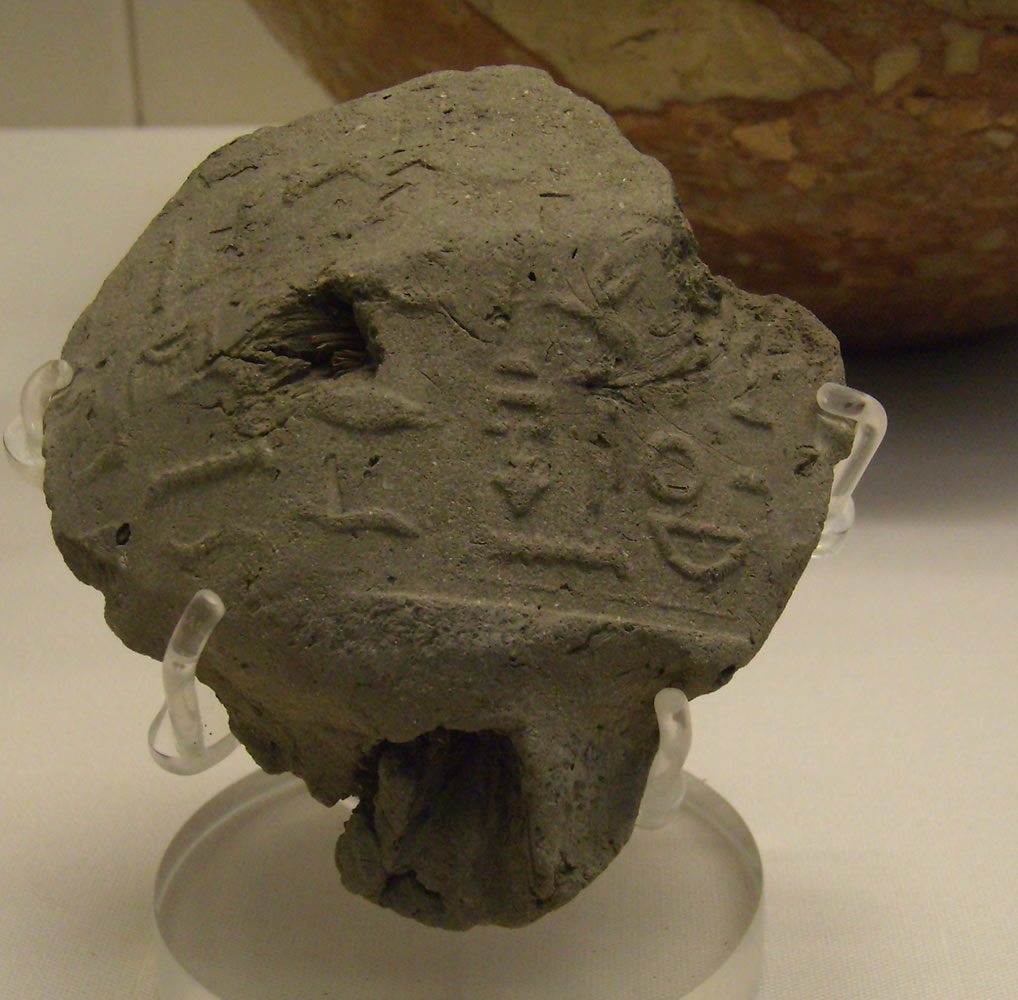
Selo em relevo da tumba de Peribessene, contendo a mais antiga sentença completa conhecida em egípcio, c. 2690 BC
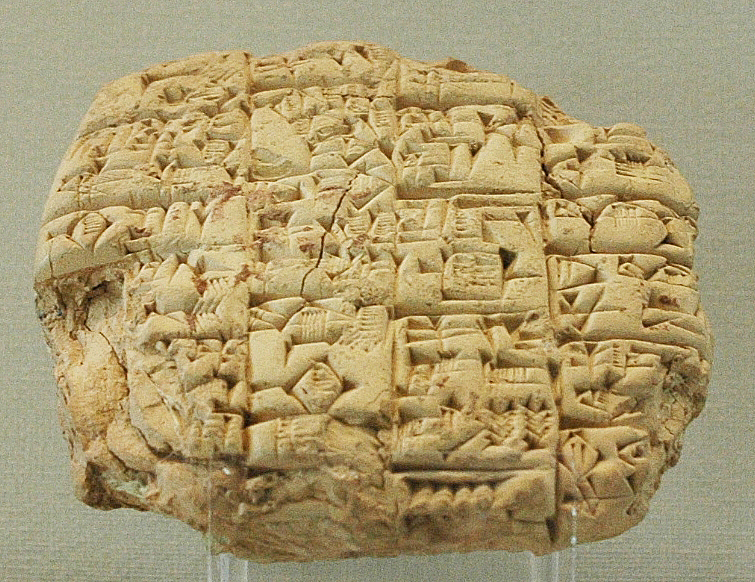
Carta em cuneiforme sumério enviada pelo sumo sacerdote Lu'enna, informando o rei de Lagash sobre a morte de seu filho em batalha, c. 2.400 AC
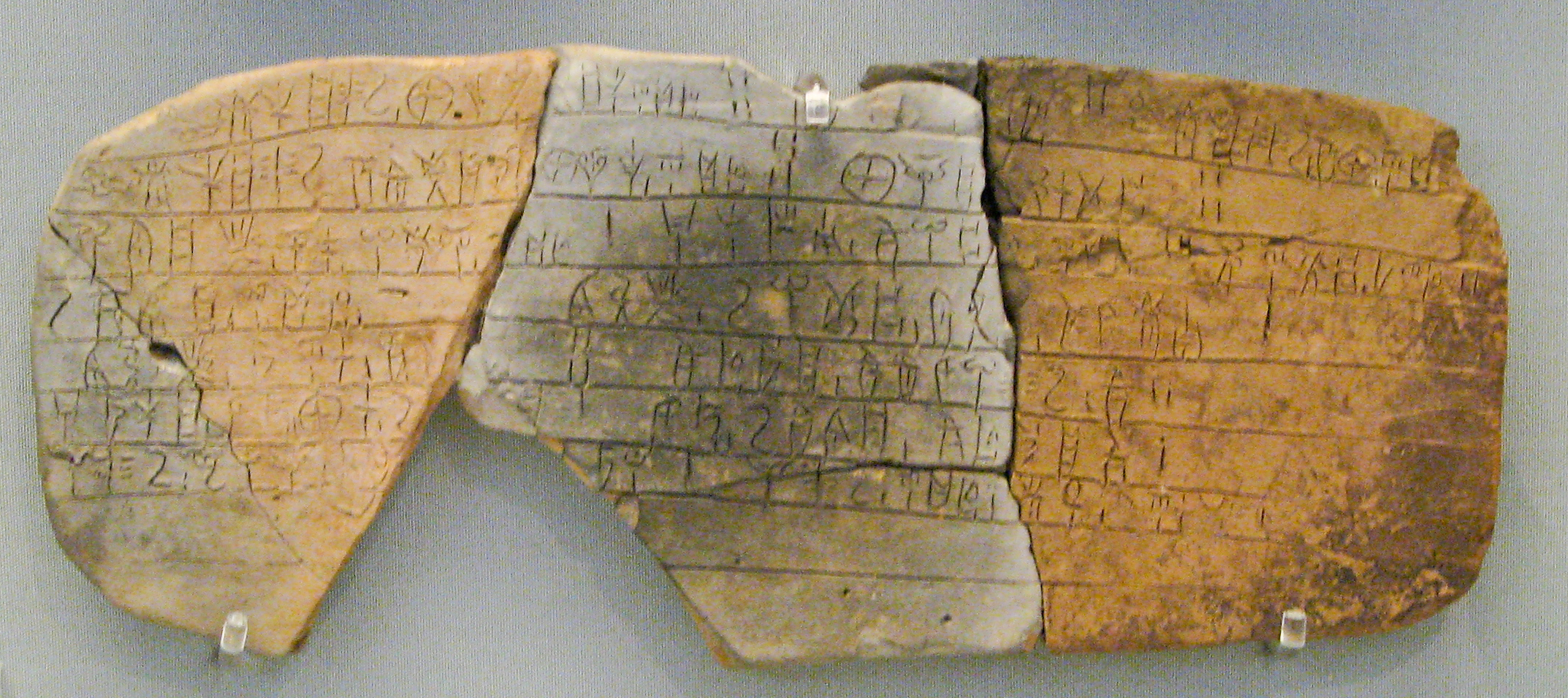
Tabuleta grega em Linear B de Pylos, registrando a distribuição de peles, c. 1200 AC
Escápula de boi inscrita com três registros de adivinhações no reinado de Wu Ding da dinastia Shang chinesa, c. 1200 AC

## Primeiro milênio AC

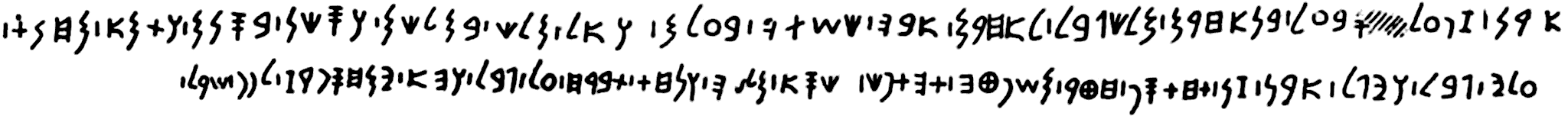
O epitáfio de Ahiram é a mais antiga inscrição substancial em fenício.

Existe apenas evidência fragmentária para línguas como ibérico, tartessiano, gálata e messapiano. A língua piceno setentrional de Novilara Stele de c. 600 AC ainda não foi decifrada.As poucas breves instruções em trácio datadas entre os séculos VI e V BC não foram conclusivamente decifradas. Os mais antigos exemplos da escrita ístmica datam de c. 500 BC, mas uma decifração proposta continua controversa.
| Data                   | Língua                                | Registro | Notas |
| ---------------------- | ------------------------------------- | --- | --- |
| c. 1000 AC             | Fenício                               | epitáfio de Ahiram | |
| século X AC            | Aramaico                              | inscrições reais das cidade-estado arameias                                                                                            | |
| século X AC            | Hebraico ou Fenício                   | calendário de Gezer | O Paleo-Hebraico empregava um alfabeto fenício levemente modificado, causando a incerteza entre qual língua é aqui atestada. |
| c. 850 AC              | Amonita                               | Inscrição da Cidadela de Amman | |
| c. 840 AC              | Moabita                               | Estela de Mesa | |
| c. 820 AC              | Urartiano                             | inscrições em cuneiforme assírio | |
| c. 800 AC              | Frígio                                | inscrições paleo-frígias em Gordion | |
| século VIII AC         | Sabaeano (Árabie setentrional antigo) | majoritariamente inscrições em bustrofédon, no Iêmen                                                                                   | |
| século VIII AC         | Árabe antigo                          | inscrição de oração em em Bayir, Jordânia                                                                                              | É uma inscrição bilíngue em árabe antigo, que era escrito da mesma forma que as escritas norte-arábica (conhecida como Talmúdico B) e canaanita, que permanece indecifrada. |
| c. 700 AC              | Etrusco                               | vaso proto-coríntio encontrado na Tarquínia                                                                                            | |
| século VII AC          | Latim                                 | inscriçãoVetusia e Fibula Praenestina                                                                                                  | |
| c. 600 AC              | Lídio                                 | inscrições de Sárdis | |
| c. 600 AC              | Cário                                 | inscrições da Cária e Egito | |
| c. 600 AC              | Falisco                               | inscrição de Ceres encontrada em Falérios                                                                                              | |
| início do século VI AC | Úmbrio                                | texto pintado na alça de uma cratera encontrada próximo a Tolfa                                                                        | |
| c. 550 AC              | Taimanítico                           | Esk 168 e 177 | A escrita Taimanítica é mencionada em um documento do século VIII AC de Carquemis. |
| c. 550 AC              | Piceno meridional                     | Guerreiro de Capestrano | |
| metade do século VI AC | Venético                              | inscrições funerárias em Este | |
| c. 500 AC              | Persa antigo                          | Inscrição de Beistum | |
| c. 500 AC              | Lepôntico                             | inscrições CO-48 dePristino (Como) e VA-6 de Vergiate (Varese)                                                                         | Inscrições do início do século VI consistem de nomes isolados |
| c. 300 AC              | Osco                                  | Iovilae da Cápua | Legendas em moedas datam do fim do século V BC. |
| século III AC          | Gaulês                                | gaulês transalpino codificado na escrita grega massália                                                                                | |
| século III AC          | Volsco                                | Tabula Veliterna | |
| c. 260 AC              | Prácrito Açocano                      | Éditos de Açoca | Fragmentos de cerâmica com inscrições contendo letras brâmi deAnuradapura são datadas de c. 400 BC, e vão de letras isoladas a nomes no caso genitivo. |
| c. 200 AC              | Elu (Prácrito do Sri Lanka)           | inscrição brami em Mihintale | |
| início do século II AC | Tâmil antigo                          | inscrição em pedra ARE 465/1906 nas cavernas Mangulam, Tâmil Nadu (outros autores datam entre o fim do século III AC e o século I DC.) | Cerâmica com nomes pessoais inscritos foi encontrada em Keeladi, um sítio que foi ocupado entre o século VI AC e o século I DC.Inscrições do século V AC em cacos de cerâmica encontrados em Kodumanal, Porunthal e Palani foram reivindicadas como Tamil-Brahmi, mas isso é disputado. |
| século II AC           | Meroítico                             | vandalismo no templo de Amun em Dukki Gel, próximo a Querma                                                                            | |
| c. 146 AC              | Líbico                                | Inscrição Púnico-Líbia em Duga | |
| c. 100 AC              | Celtibérico                           | Placas de Botorrita | |
| século I AC            | Parta                                 | ostraca em Nisa e Hecatômpilo | |
| século I AC            | Sânscrito                             | Inscrição Ayodhya de Dhana, e Inscrição Hathibada Ghosundi (ambas próximas a Chittorgarh)                                              | A Inscrição em pedra Junagadh de Rudradaman (pouco depois de 150 DC) é o mais antigo texto longo. |

## Primeiro milênio DC
Da Antiguidade Tardia, temos, pela primeira vez, línguas com os mais antigos registros na tradição dos manuscritos (em oposição à epigrafia). Portanto, armênio clássico é primariamente atestado na tradução da Bíblia para o armênio.
As inscrições de Vimose (séculos II e III), no alfabeto rúnico futhark antigo, aparentam registrar nomes Protonórdicos. Alguns acadêmicos interpretam a inscrição do Elmo de Negau (c. 100 AC) como um fragmento germânico.
| Data                        | Língua                     | Registro                                                                        | Notas |
| --------------------------- | -------------------------- | ------------------------------------------------------------------------------- | --- |
| c. 150                      | Bactriano                  | Inscrição de Rabatak                                                            | |
| c. 200                      | Protonórdico               | inscrição NITHIJO TAWIDE na alça de um escudo do depósito de armas Illerup Ådal | Palavras únicas proto-nórdicas são encontradas na ponta de lança de Øvre Stabu (segunda metade do século II) e no Pente de Vimose (c. 160).                                      |
| c. 292                      | Maia                       | Estela 29 de Tikal                                                              | Uma breve inscrição indecifrada em San Bartolo é datado do século III AC. |
| c. 312–313                  | Soguediano                 | Letras Antigas, encontradas próximas a Dunhuang                                 | |
| c. 328                      | Árabe                      | inscriição de Namara                                                            | |
| c. 350                      | Ge'ez                      | inscrições de Ezana de Axum                                                     | |
| c. 350                      | Cham                       | inscrição Đông Yên Châu encontrada próximo a Tra Kiêu                           | |
| século IV                   | Gótico                     | Bíblia Gótica, traduzida por Úlfilas                                            | Algumas inscrições rúnicas góticas problemáticas podem datar do início do século IV.                                                                                             |
| c. 400                      | Tocariano B                | THT 274 e manuscritos similares                                                 | Alguns nomes e palavras tocarianos foram encontrados em documentos prácritos de Krorän datados de c. 300.                                                                        |
| c. 430                      | Georgiano antigo           | Inscrições de Bir el Qutt                                                       | |
| c. 450                      | Kannada antigo             | Inscrição de Halmidi                                                            | A data de 350 foi sugeridada para a inscrição Tagarthi encontrada no distrito de Shivamogga, mas isso é contestado. Kavirajamarga (c. 850) é a obra literária mais antiga.       |
| c. 478-490                  | Armênio clássico           | inscrição na Basílica de Tekor                                                  | Mesrobes Mastósio é tradicionalmente considerado como tendo traduzido uma Bíblia armênia em 434.                                                                                 |
| c. 510                      | Neerlandês antigo          | fórmula para libertar um servo, noMalbergse Glossen da lei sálica               | Uma palavra na inscrição de Bergakker de meados do século V produz a evidência mais antiga da morfologia holandesa, mas não há consenso sobre a interpretação do resto do texto. |
| segunda metade do século VI | Alto-alemão antigo         | fivela de Pforzen                                                               | |
| c. 575                      | Télugo                     | inscrição em Erragudipadu                                                       | Nomes de lugares em télugo são encontrados em inscrições prácritas do século II DC.                                                                                              |
| c. 591                      | Coreano antigo             | Estela de Sinseong (新城) em Namsan (Gyeongju)                                  | |
| c. 611                      | Khmer antigo               | inscrição de Angkor Borei K. 557/600                                            | |
| c. 650                      | Japonês antigo             | tabuletas de madeira mokkan                                                     | Poemas no Kojiki (711–712) e no Nihon Shoki (720) foram transmitidos em manuscritos copiados.                                                                                    |
| c. 650–700                  | Cáucaso-albanês            | palimpsesto de Sinai M13                                                        | |
| c. 683                      | Malaio antigo              | Inscrição de Kedukan Bukit                                                      | |
| século VII                  | Saca sinquianês e cotanês  | manuscritos, principalmente de Dunhuang                                         | Alguns fragmentos de saca cotanês foram datados dos séculos V e VI |
| século VII                  | Beja                       | óstraco de Sacará                                                               | |
| fim do século VII           | Pyu                        | inscrição Hpayahtaung na urna funerária dos reis de Sri Ksetra                  | |
| c. 700                      | Inglês antigo              | inscrição rúnica na Urna de Frankst                                             | O bracteate de Undley (século V) e o broche de West Heslerton (c. 650) têm inscrições rúnicas fragmentárias.                                                                     |
| c. 732                      | Turco antigo               | Inscrições de Orcom                                                             | |
| c. 750                      | Irlandês antigo            | glossas de Würzburg                                                             | As inscrições irlandesas arcaicas de Ogham do século IV consistem em nomes pessoais, patronímicos e/ou nomes de clãs.                                                            |
| c. 765                      | Tibetano antigo            | Pilar de Lhasa Zhol                                                             | As entradas datadas nos Anais Tibetanos começam em 650, mas os manuscritos existentes são posteriores à ocupação tibetana de Dunhuang em 786.                                    |
| fim do século VIII          | Bretão                     | Praecepta medica (Leyden, <i id="mwBBU">Codex Vossianus</i> Lat. F. 96 A)       | Um manuscrito botânico em latim e bretão |
| c. 750–900                  | Frísio antigo              | Vara de Teixo de Westeremden                                                    | |
| c. 800                      | Nórdico antigo             | inscrições rúnicas                                                              | |
| c. 804                      | Javanês antigo             | parte inicial da Inscrição de Sukabumi (id), encontrada próximo a Kediri        | |
| século IX                   | Malaiala antigo            | prato de cobre de Vazhappally                                                   | O status das inscrições Edakkal-5 que datam do século III ou final do século IV é contestado.Ramacaritam (século XII) é a obra literária mais antiga.                            |
| século IX                   | Galês antigo               | Pedra de Cadfan (Tywyn 2)                                                       | |
| c. 842                      | Francês antigo             | Juramentos de Estrasburgo                                                       | |
| c. 882                      | Balinês                    | inscrição real datada                                                           | |
| c. 900                      | Occitano antigo            | Tomida femina                                                                   | |
| c. 959–974                  | Asturo-leonês              | Nodicia de Kesos                                                                | |
| c. 960–963                  | Italiano                   | Placiti Cassinesi                                                               | O Enigma Veronês (c. 800) é considerado uma mistura de italiano e latim. |
| c. 986                      | Khitan                     | Memorial para Yelü Yanning                                                      | |
| fim do século X             | Eslavo eclesiástico antigo | Kiev Missal                                                                     | Cirilo e Metódio traduziram literatura religiosa a partir de c. 862, mas apenas manuscritos posteriores sobreviveram.                                                            |
| fim do século X             | Concani/Marati             | inscrição na Estátua de Gommateshwara                                           | A inscrição está na escrita Devanágari, mas o idioma tem sido disputado entre estudiosos de Marati e Concani.                                                                    |
| século X                    | Romanche                   | uma sentença no manuscrito de Würzburg                                          | |

## 1000–1500 DC
| Data                                | Língua                                              | Registro | Notas |
| ----------------------------------- | --------------------------------------------------- | --- | --- |
| c. 972–1093                         | Esloveno                                            | Manuscritos de Freising | |
| fim do século X-início do século XI | Sérvio                                              | Fragmentos de Hilandar, inscrição de Temnić | |
| c. 1000                             | Eslavo oriental antigo                              | Novgorod Codex | |
| c. 1000                             | Navarro-aragonês (aragonês) e basco                 | Glosas Emilianenses | Já acreditou-se que a primeira palavra na Mão de Irulegi (século I AC) seja basca. |
| c. 1028                             | Catalão                                             | Jurament Feudal | |
| século XI                           | Moçárabe                                            | carjas anexadas a poemas árabes e hebreus | Palavras isoladas são encontradas em glossários do século XIII. |
| c. século XI                        | Croata                                              | Tabuleta de Humac (frequentemente datada entre os séculos X e XII), Inscrição de Krk, Inscrição de Župa Dubrovačka, Tabuleta de Plomin, Tabuleta de Valun | |
| c. 1100                             | Osseta                                              | inscrição em Zelančuk | |
| c. 1113                             | Birmanês                                            | Inscrição Myazedi | |
| c. 1114                             | Neuari                                              | manuscrido wm folha de palmeira de Uku Baha, Patan | |
| c. 1138–1153                        | Jurchém                                             | estela em Kyongwon | Aisin-Gioro Ulhicun identificou a inscrição encontrada no Rio Arkhara como jurchém e datou-a em 1127. |
| c. 1175                             | Galego-português                                    | Notícia de Fiadores | A Notícia de Torto e o testamento de Afonso II, datados em 1214, são frequentemente citados como os primeiros documentos escritos em galego-português. Foi proposta uma data anterior a 1175 para o Pacto dos Irmãos Pais. |
| c. 1189                             | Bósnio                                              | Carta de Ban Kulin | |
| c. 1192                             | Húngaro antigo                                      | Sermão e oração funerários | Existem fragmentos isolados em cartas anteriores, como a carta de Veszprém (c. 1000) e a Carta de Tihany (1055). |
| c. 1200                             | Espanhol                                            | Cantar de mio Cid | Previamente, as Glosas Emilianenses e a Nodicia de kesos foram considerados os textos mais antigos em espanhol; no entanto, análises posteriores concluíram que eram aragoneses e leoneses, respectivamente.               |
| c. 1200                             | Fínico                                              | Carta entalhada em bétula n. 292 | |
| c. 1200–1230                        | Tcheco                                              | capítulo da carta fundadora de Litoměřice | |
| c. 1224–1225                        | Mongol                                              | Estela of Genghis Khan | |
| início do século XIII               | Panjabi                                             | poesia de Fariduddin Ganjshakar | |
| início do século XIII               | Córnico                                             | profecia no cartulário de Glasney College | Uma glossa do século IX em De Consolatione Philosophiae de Boethius: ud rocashaas é controversamente interpretado. |
| c. 1250                             | Caxemiro                                            | Mahanayakaprakash ("Luz do supremo senhor") de Shitikantha                                                                                                | |
| c. 1270                             | Polonês antigo                                      | uma sentença no Livro de Henryków | |
| c. 1272                             | Iídiche                                             | bênção no Mahzor de Worms | |
| c. 1274                             | Lombardo ocidental                                  | Liber di Tre Scricciur, de Bonvesin de la Riva | |
| c. 1292                             | Tailandês                                           | Estela de Ramkhamhaeng | Alguns estudiosos alegam que a estela é uma falsificação. |
| século XIII                         | Tigrínio                                            | um texto de leis encontrado em Logosarda | |
| c. 1350                             | Turco oguz (incluindo azeri e turco otomano)        | Imadaddin Nasimi | |
| c. 1369                             | Prussiano antigo                                    | Epigrama de Basel | |
| c. 1372                             | Cómi                                                | inscrições em Abur | |
| início do século XV                 | Bengali, assamês e outras línguas bengali-assamesas | poemas de Chandidas | Charyapada, do século X, são escritos em uma língua ancestral a bengali, assamês e oriá. |
| c. 1440                             | Vietnamita                                          | Quốc âm thi tập | Lista de nomes em Chữ nôm datam do início do século XIII |
| c. 1462                             | Albanês                                             | Formula e pagëzimit, uma fórmula batismal em uma carta do arcebispo Pal Engjëll                                                                           | Alguns estudiosos interpretam algumas linhas do texto de Bellifortis (1405) como albanês. |
| c. 1470                             | Finlandês                                           | sentença isolada em um diário de viagem alemão | O primeiro livro impresso em finlandês é Abckiria (1543), de Mikael Agricola. |
| c. 1470                             | Maltês                                              | Il Cantilena | |
| c. 1485                             | Nuosu (Yi)                                          | inscrição em sino de bronze em Dafang, Guizhou | |
| século XV                           | Túlu                                                | inscrições num alfabeto malaiala adaptado | |

## Após 1500
| Data         | Língua                            | Registro | Notas |
| ------------ | --------------------------------- | --- | --- |
| c. 1503      | Lituano                           | Pai Nosso, Ave Maria e Credo escritos à mão                                                                                              | Katekizmas (1547), por Martynas Mažvydas foi o primeiro livro impresso em lituano. |
| c. 1517      | Bielorruso                        | Saltério de Francysk Skaryna | |
| c. 1521      | Romeno                            | Carta de Neacșu | O manual ortográfico cirílico de Constantin Kostentschi de 1420 documenta uso escrito anterior. Quatro documentos do século XVI, nomeadamente Codicele Voronetean, Psaltirea Scheiana, Psaltirea Hurmuzachi e Psaltirea Voroneteana, são argumentavelmente cópias de originais do século XV. |
| c. 1530      | Latão                             | Tradução de um hino por Nicholas Ramm | |
| c. 1535      | Estoniano                         | Catecismo Wanradt-Koell | |
| c. 1536      | Português moderno                 | Grammatica da lingoagem portuguesa, de Fernão de Oliveira.                                                                               | por convenção. |
| c. 1549      | Sylheti                           | Talib Husan por Ghulam Husan | mais antigo manuscrito existente encontrado usando a escrita Sylheti Nagri. |
| c. 1550      | Náuatle clássico                  | Doctrina cristiana en lengua española y mexicana                                                                                         | A Breve y mas compendiosa doctrina cristiana en lengua mexicana y castellana (1539) foi possivelmente o primeiro livro impresso no Novo Mundo. Não se sabe da existência de cópias atualmente.                                                                                               |
| c. 1554      | Huasteca                          | gramática por Andrés de Olmos | |
| c. 1557      | Quicongo                          | um catecismo | |
| c. 1561      | Ucraniano                         | Evangelho de Peresopnytsia | |
| c. 1593      | Tagalo                            | Doctrina Cristiana | |
| c. 1600      | Quíchua clássico                  | Manuscrito de Huarochirí, por um escritor identificado apenas como "Thomás"                                                              | Parafraseado e anotado por Francisco de Ávila em 1608. |
| c. 1600      | Buginês                           | | |
| c. 1610      | Manês                             | Livro de Oração Comum | |
| c. 1619      | Sami de Pite                      | cartilha e missal de Nicolaus Andreaus                                                                                                   | As primeiras obras literárias baseavam-se principalmente em dialetos subjacentes aos modernos sami de Ume e sami de Pite. Primeira gramática e dicionário em 1738. |
| c. 1638      | Ternate                           | tratado com o governador holandês | |
| c. 1639      | Guarani                           | Tesoro de la lengua guaraní, por Antonio Ruíz de Montoya                                                                                 | |
| c. 1650      | Ubique, abcáz, adigue e mingrélio | Livro de viagem de Evliya Çelebi | |
| c. 1651      | Pastó                             | cópia de Xayru 'l-bayan na biblioteca da Universidade de Tubinga                                                                         | O Pata Khazana, supostamente datado do século VIII, é considerado pela maioria dos estudiosos como uma falsificação. |
| c. 1663      | Massachusete                      | <i id="mwBxc">Mamusse Wunneetupanatamwe Up-Biblum God</i>                                                                                | Também conhecida como Eliot Indian Bible ou Algonquian Bible |
| c. 1693      | Árabe tunisino                    | cópia de um poema tunisino escrito pelo Sheik Hassan el-Karray                                                                           | Antes de 1700, letras de canções não eram escritas em árabe tunisiano, mas em árabie clássico. |
| c. 1695      | Seri                              | gramática e vocabulário compilados por Adamo Gilg                                                                                        | Não existe mais, até onde se sabe. |
| século XVII  | Hauçá                             | Riwayar Annabi Musa, por Abdallah Suka                                                                                                   | |
| século XVIII | Língua geral paulista             | Vocabulário da Língua Geral dos Índios das Américas (anônimo)                                                                            | Outra fonte é o dicionário por Carl Friedrich Philipp von Martius (1867) e o vocabulário (1936) por José Joaquim Machado de Oliveira. A língua está extinta. |
| c. 1711      | Suaíli                            | cartas escritas em Kilwa | |
| c. 1728      | Sami do norte                     | Catecismo | Uma antiga lista de palavras foi publicada em 1589 por Richard Hakluyt. Primeira gramática em 1743. |
| c. 1736      | Groenlandês                       | Grönländische Grammatica, por Paul Egede                                                                                                 | Uma lista de palavras de baixa qualidade foi registrada por John Davis em 1586. |
| c. 1743      | Pidgin inglês-chinês              | sentença registrada em Macau por George Anson                                                                                            | |
| c. 1757      | Crioulo haitiano                  | Lisette quitté la plaine, de Duvivier de la Mahautière                                                                                   | |
| c. 1788      | Sydney                            | cadernos de William Dawes | |
| c. 1795      | Africâner                         | versos de doggerel | |
| c. 1800      | Inuctitute                        | "Gramática Esquimó" por missionários da Morávia                                                                                          | Uma lista de 17 palavras foi registrada em 1576 por Christopher Hall, assistente de Martin Frobisher. |
| c. 1806      | Tsuana                            | Heinrich Lictenstein – Upon the Language of the Beetjuana                                                                                | A primeira tradução completa da Bíblia foi publicada em 1857 por Robert Moffat. |
| c. 1819      | Cherokee                          | | Silabário cherokee, de Sequoyah |
| c. 1820      | Maori                             | gramática por Thomas Kendall e Samuel Lee                                                                                                | Kendal começou a compilar listas de palavras em 1814. |
| c. 1820      | Aleúte                            | descrição por Rasmus Rask | Uma pequena lista de palavras foi coletada por James King em 1778. |
| c. 1823      | Xossa                             | Xhosa reading sheet, de John Bennie | Tradução completa da Bíblia em 1859. |
| c. 1833      | Vai                               | | Silabário vai criado por Momolu Duwalu Bukele. |
| c. 1833      | Sesoto                            | reduzido à escrita pelos missionários franceses Casalis e Arbousset                                                                      | Primeiro livro de gramática em 1841 e tradução completa da Bíblia em 1881 |
| c. 1837      | Zulu                              | Incwadi Yokuqala Yabafundayo | Primeiro livro de gramática em 1859 e tradução completa da Bíblia em 1883 |
| c. 1839      | Sami de Lule                      | panfleto por Lars Levi Laestadius | Dicionário e gramática por Karl Bernhard Wiklund em 1890-1891 |
| c. 1845      | Santali                           | A Santali Primer por Jeremiah Phillips                                                                                                   | |
| c. 1851      | Sakha (iacuta)                    | Über die Sprache der Jakuten, uma gramática por Otto von Böhtlingk                                                                       | Listas de palavras foram incluídas em Noord en Oost Tartarije (1692) por Nicolaas Witsen e Das Nord-und Ostliche Theil von Europa und Asia (1730) por Philip Johan von Strahlenberg. |
| c. 1854      | Sami de Inari                     | gramática por Elias Lönnrot | Cartilha e catecismo publicados em 1859. |
| c. 1856      | Gamilaraay                        | artigos por William Ridley | Vocabulário básico coletado por Thomas Mitchell em 1832. |
| c. 1872      | Venda                             | reduzido à escrita pelos missionários de Berlim                                                                                          | Primeira tradução completa da Bíblia em 1936 |
| c. 1878      | Sami de Quildim                   | Evangelho de Mateus | |
| c. 1882      | Mirandês                          | O dialecto mirandez, por José Leite de Vasconcelos                                                                                       | O mesmo autor publicou também o primeiro livro escrito em mirandês: Flores mirandezas (1884) |
| c. 1884      | Sami escolta                      | Evangelho de Mateus em cirílico | |
| c. 1885      | Carrier                           | Texto de Barkerville Jail, escrito a lápis em um quadro no então recentemente criado silabário carrier                                   | Embora o primeiro texto conhecido por falantes nativos remonte a 1885, o primeiro registro da língua é uma lista de palavras registrada em 1793 por Alexander MacKenzie. |
| c. 1885      | Motu                              | gramática por W.G. Lawes | |
| c. 1886      | Guugu Yimidhirr                   | notas por Johann Flierl, Wilhelm Poland e Georg Schwarz, culminando em Structure of the Koko Yimidir Language, por Walter Roth, em 1901. | Uma lista de 61 palavras registradas em 1770 por James Cook e Joseph Banks foi o primeiro registro escrito de uma língua australiana. |
| c. 1891      | Galela                            | esboço gramatical de M.J. van Baarda | |
| c. 1893      | Oromo                             | tradução do Novo Testamento por Onesimos Nesib, assistido por Aster Ganno                                                                | |
| c. 1900      | Qaqet                             | gramática por Matthäus Rascher | |
| c. 1903      | Lingala                           | gramática por Egide de Boeck | |
| c. 1905      | Istrorromeno                      | Calindaru lu rumeri din Istrie, por Andrei Glavina e Constantin Diculescu                                                                | Compilação de palavras, provérbios e histórias populares istro-romenos. |
| c. 1940      | Kamoro                            | materiais por Peter Drabbe | Uma lista de palavras Kamoro registrada em 1828 por Modera e Müller, passageiros de um navio holandês, é o registro mais antigo de qualquer um das línguas não austronésias da Nova Guiné.                                                                                                   |
| c. 1968      | Andebele meridional               | pequeno livreto publicado com louvores aos seus reis e um pouco de história                                                              | Uma tradução do Novo Testamento da Bíblia foi concluída em 1986; a tradução do Antigo Testamento está em andamento. |
| c. 1984      | Guniyandi                         | pesquisa por William B. McGregor | |

## Por família
Registros por principal família linguística:
- Afro-asiática: desde cerca do século 27 AC
  - Século 27 AC: Egípcio
  - Século 24 AC: Semítica (Eblaíta, acádio)
  - Século 7 DC: Cuxítica (Beja)
- Hurro-urartiana: c. século 21 AC
- Indo-europeia: desde c. século 17 AC
  - século 17 AC: Anatólia (Hitita)
  - século 15 AC: Grego
  - século 7 AC: Itálica (Latim)
  - século 6 AC: Celta (Lepôntico)
  - c. 500 AC: Iraniana (Persa antigo)
  - c. 260 AC: Indo-ariana (Prácrita açocânico)
  - século 4 DC: Gârmanica (Gótico)
  - século 4 DC: Tocariana (Tocariano B)
  - século 4 DC: Armênia (Armênio clássico)
  - século 10 DC: Balto-eslávica (Eslavo eclesiástico antigo)
- Sino-tibetana: c. 1250 BC
  - c. 1250 BC: Chinês antigo
  - século 8 DC: Tibeto-birmanesa (Tibetano)
- Dravidiana: c. 200 BC (Tâmil)
- Maia: século 3 DC
- Austronésia: século 4 DC (Cham)
- Cartvélica: século 5 (Georgiano)
- Norte-caucasiana: século 7 (Udi)
- Austro-asiática: século 7 (Quemer)
- Túrquica: século 8 (Túrquico antigo)
- Japônica: século 8
- Nilo-saariana: século 8 (Núbio antigo)
- Vascônica (basco): c. 1000
- Urálica: século 12
  - século 12: Húngaro
  - c. 1200: Fínica
  - século 14: Permiana (Cómi)
- Mongólica: século 13 (língua khitan possivelmente relacionada: século  10)
- Kra–dai: século 13 (Tailandês)
- Uto-asteca: século 16 (Náuatle clássico)
- Quíchua: século 16
- Niger–congolesa (Banto): século 16 (Quicongo)
- Caucasiana do noroeste: século 17 (Abcaz, adigue, Ubique)
- Línguas aborígenes da Austrália: século 18
- Iroquesa: século 19 (Cherokee)
- Hmong-mien: século 20

## Línguas construídas
| Data   | Língua      | Registro                                              | Notas                                                                   |
| ------ | ----------- | ----------------------------------------------------- | ----------------------------------------------------------------------- |
| 1879   | Volapük     |                                                       | criada por Johann Martin Schleyer                                       |
| 1887   | Esperanto   | Unua Libro                                            | criada por L. L. Zamenhof                                               |
| 1907   | Ido         |                                                       | baseada em Esperanto                                                    |
| 1917   | Quenya      |                                                       | criada por J. R. R. Tolkien                                             |
| 1928   | Novial      |                                                       | criada por Otto Jespersen                                               |
| 1935   | Sona        | Sona, an auxiliary neutral language                   | criada por Kenneth Searight                                             |
| 1943   | Interglossa | Later became Glosa                                    | criada por Lancelot Hogben                                              |
| 1951   | Interlingua | Dicionário interlingua-inglês                         | criada pela International Auxiliary Language Association                |
| 1955   | Loglan      |                                                       | criada por James Cooke Brown                                            |
| 1984   | Klingon     | Star Trek III: The Search for Spock                   | criada por Marc Okrand                                                  |
| 1987   | Lojban      |                                                       | baseada em Loglan, criada pelo Logical Language Group                   |
| 1999   | Slovio      |                                                       | criada por Mark Hučko                                                   |
| 2001   | Atlantean   | Atlantis: The Lost Empire                             | criada por Marc Okrand                                                  |
| 2005–6 | Na'vi       | Avatar                                                | criada por Dr. Paul Frommer e James Cameron                             |
| 2009   | Dothraki    |                                                       | criada por George R. R. Martin e David J. Peterson para Game of Thrones |
| 2013   | Kiliki      | Baahubali: The Beginning, Baahubali 2: The Conclusion | criada por Madhan Karky para Baahubali: The Beginning                   |